# 山場CM
山場CM（やまばシーエム）とは、テレビコマーシャルのうち、番組の山場に挿入されるもの。

## 概要
CM挿入時に「このあと、すぐ!」「続きはCMのあとで!」「答えはこのあと!」などの煽りフレーズが字幕付きで入ることが多いが、バラエティ番組では事前の予告もなく、いきなりCMに移るものや、肝心の山場シーンが出る直前にスタジオひな壇芸能人のズームインカットが入ってCM挿入という不適切なビデオ編集があるうえ、CMを放送する時間も予告してこない。近年はドラマでもこのような手法が取られることもある。
CM後に「CM前のシーン」がまた放送され、番組が水増しされることも多い（CMまたぎ）。1990年代頃から各キー局で多用されるようになった。
山場CMに出る企業や商品への好感度は低く、記憶されにくいという研究結果が出ている。欧米ではCMに関する規制が厳しく、日本ほど大量の山場CMは存在しない。榊博文らの調査では、日本40%に対してアメリカ14%、イギリス6%、フランスは0%であった。一方、韓国では日本の事例を参考に山場CMを増やす動きもあるが、消費者の反発が強くなっている。「山場CM」という用語は榊博文の造語であり、もともとは「番組内CM提示タイミングが視聴者の態度に及ぼす影響(上)(下)」というタイトルで、日経広告研究所報、2003年,211号及び212号に掲載された榊らの論文の中で使用されたものである。この2つの論文は、中国でも翻訳され、中国電媒報告(China Media　 Report)という学術誌に「節目内電視廣告播出時機對視聴者態度度的影響」というタイトルで掲載された。これを契機に中国でも「山場CM」が関心を引くようになり、北京大学、天津理エ大学、中国伝媒大学が榊博文を中国に招待し、「山場CM」と「説得効果」との関連などについて講演がなされた。
スポンサーである大企業や日本アドバタイザーズ協会（元日本広告主協会）も山場CMに強い関心を寄せている。

## 山場CMの効果
通常、CMは商品の周知や知名度、ブランド向上、購買意欲を煽るために行われている。中には通常のCMですら「目障りだから購入しない」「広告料が上乗せされていて割高なので買いたくない」という消費者もいるが、全体としては売上が増え、知名度もブランドも上がるということから続けられている。これには「CMを見たため購入した消費者 > CMが目障りなため購入をやめた消費者」であることが前提となっている。
しかしながら、山場CMに関しては86%が「不快である」と感じており、CM明けのシーンの繰り返しには、74%が「イライラする」と回答した。山場CMを含む番組については、84%が「見たくない」。山場CMの商品について42%が「好感が持てない」、34%が「絶対買いたくない」と回答。それぞれ60%前後あった「どちらともいえない」を除けば大半がマイナスの評価だった。
話の流れが落ち着いたところで出る「一段落CM」と比較すると、山場CMが「商品を買いたくない」で3.8倍、「商品を覚えていない」も2倍と本来の効果をうち消していた。